# ニホンノミカタ -ネバダカラキマシタ-
「ニホンノミカタ -ネバダカラキマシタ-」は、矢島美容室のデビューシングル。2008年10月29日にavex traxから発売された。

## 概要
- ロッテが当時新商品として売り出したチューインガム「SPASH」のCMソングに起用され、本人たちもCMに出演した。
- 公式発表によれば音楽配信ダウンロード数は170万ユニット以上を記録している。
- 初回限定盤には特殊ジャケット（キラキラ・ホログラム）仕様で、トレーディングカード全5種のうち1枚がランダムに封入されている。
- タイトル曲のPVが収録されたDVDが付属している。

## 収録曲
1. ニホンノミカタ -ネバダカラキマシタ- [4:53]
作詞：エンドウサツヲ、作曲：DJ OZMA、編曲：日比野裕史・荒木陽太郎
  - ロッテ「SPASH」CMソング
2. ニホンノミカタ -ネバダカラキマシタ-（KARAOKE） [4:51]

## 参加ミュージシャン
- ドラム：青山純
- ベース：スティング宮本
- ギター：鈴木賢司
- キーボード：上杉洋史
- パーカッション：浜口茂外也
- マニピュレーター：北岡徹也
- トロンボーン：村田陽一
- トランペット：西村浩二、菅坂雅彦
- サックス：竹野昌邦
- ストリングス：弦一徹ストリングス
  - バイオリン：弦一徹、永田真希、森琢哉、門脇大輔
  - ヴィオラ：金子芳子、梶谷裕子
  - チェロ：森田香織、謝名元民
- バックコーラス：Atsuko Takazawa、Olivia Barrel、Tynice Hinton
- ミクシングエンジニア：井上剛
- 音楽監督：武部聡志

## 収録アルバム
| 収録アルバム                                                      | 発売日         | 規格品番              |
| ----------------------------------------------------------------- | -------------- | --------------------- |
| 『I LOVE PARTY PEOPLE 3』                                         | 2008年12月31日 | AVCD-23746 AVCD-23747 |
| 『おかゆいところはございませんか?』                               | 2010年3月3日   | AVCD-38080 AVCD-38081 |
| 『矢島美容室 THE MOVIE MUSIC ALBUM』                              | 2010年4月28日  | AVCD-38101            |
| 『a-nation'10 BEST HIT SELECTION』                                | 2010年7月14日  | AVCD-38107            |
| 『綾小路翔PRESENTS 六本木伝説 〜masurao六本木コンピレーション〜』 | 2016年7月6日   | TYCT-60088            |
| 『平成HITS avex』                                                 | 2020年6月3日   | AVCD-96487            |

## カバー
| アーティスト     | 収録アルバム                  | 発売日        | 規格品番   | 発売元             |
| ---------------- | ----------------------------- | ------------- | ---------- | ------------------ |
| クレモンティーヌ | 『バラエンティーヌ』          | 2011年8月3日  | SICP-3219  | ソニーミュージック |
| 小西彩乃         | 『東京女子カフェ #1 a-bossa』 | 2012年8月22日 | AVCD-38530 | avex trax          |